# Wilhelm Posse

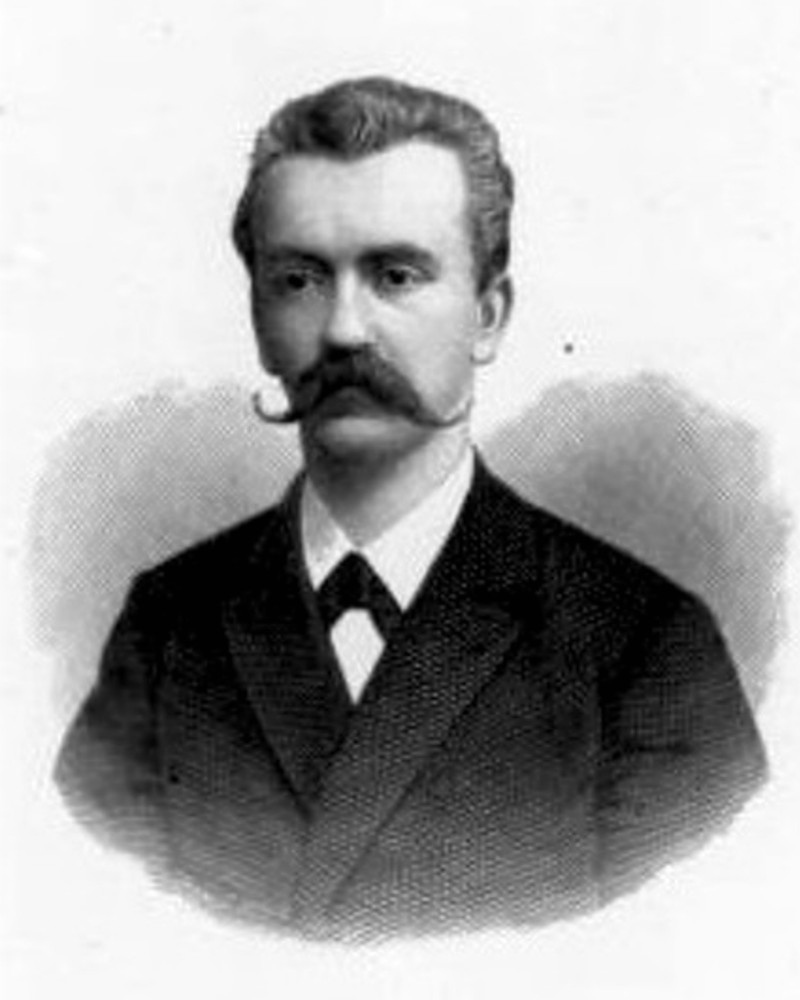
Wilhelm Posse

Wilhelm Posse (* 15. Oktober 1852 in Bromberg; † 20. Juni 1925 in Berlin) war ein deutscher Harfenist und Komponist.

## Leben
Posse brachte sich das Harfenspiel bereits als Kind selbst bei und gab im Alter von acht Jahren sein Konzertdebüt in Berlin. Nach einer ausgedehnten Konzertreise durch Russland studierte er von 1864 bis 1872 an der  Neuen Akademie der Tonkunst. Als Zwanzigjähriger wurde er Soloharfenist der Berliner Königlichen Kapelle.
Seine Arrangements der Werke von Frédéric Chopin und Franz Liszt wurden hoch geschätzt und er beriet unter anderem Richard Strauss bei der Einrichtung der Harfenstimme seiner Orchesterwerke.
Sein Sohn Hans Posse war Staatssekretär in der Zeit des Nationalsozialismus.

## Werke
- Etüde C-Dur, Mainz 1883
- Lied ohne Worte, Mainz 1883
- Romanze, Mainz 1890
- Fünf kleine Charakterstücke, Mainz 1890
- Acht große Konzert-Etüden, Leipzig  1901
- Zwei Stücke, Leipzig  1904–1908
- Improvisationen, Leipzig  1909–1913
- Sechs kleine Stücke, Leipzig  1909–1913
- Zwei Walzer, Leipzig  1909–1913
- Drei Etüden, Leipzig  1914–1918
- Thema mit Variationen, Leipzig  1919–1923
- Variationen über »Der Karneval von Venedig«, Leipzig 1919–1923